# Dionizy II (metropolita Moskwy)
Dionizy II (ros.: Дионисий) (? - 1591) – metropolita Moskwy i Wszechrusi pomiędzy 1581 a 1587 r.